# Meccanismo di Kozai
In meccanica celeste, il meccanismo di Kozai causa uno scambio periodico tra l'inclinazione e l'eccentricità di un'orbita, ovvero causa una librazione (un'oscillazione attorno ad un valore costante) dell'argomento del pericentro, dovuto alla perturbazione di un terzo corpo.
L'effetto fu descritto nel 1962 dall'astronomo giapponese Yoshihide Kozai mentre analizzava l'orbita degli asteroidi. Da allora si è scoperto che la risonanza di Kozai è un fattore importante che determina la forma delle orbite dei satelliti irregolari dei pianeti, degli oggetti transnettuniani, di alcuni pianeti extrasolari e di alcuni sistemi stellari.

## Risonanza di Kozai
Per un corpo orbitante con eccentricità {\displaystyle e} e inclinazione {\displaystyle i} (riferite all'orbita descritta attorno al corpo maggiore), il seguente valore è costante:
{\displaystyle {\sqrt {(1-e^{2})}}\cos {i}}
Questo vuol dire che, se il corpo orbitante è perturbato dalla presenza di un terzo corpo, l'eccentricità orbitale può essere convertita in inclinazione e il cambiamento può portare ad una risonanza tra le due. Quindi, orbite quasi circolari e molto inclinate possono diventare molto eccentriche diminuendo l'inclinazione. Dato che un aumento dell'eccentricità, tenendo il semiasse maggiore costante, riduce la distanza tra gli oggetti al periapside, questo meccanismo può cambiare l'orbita delle comete al punto da farle divenire comete radenti. Tipicamente, per gli oggetti con un'orbita poco inclinata, il cambiamento avviene nella precessione dell'argomento del pericentro. A partire da alcuni valori dell'angolo di inclinazione, la precessione viene sostituita da una librazione attorno ai 90° o ai 270°, e il pericentro (punto di massimo approccio) viene costretto ad oscillare attorno a uno di questi valori. Il minimo angolo di inclinazione richiesto, chiamato angolo di Kozai, è
{\displaystyle \arccos \left({\sqrt {\frac {3}{5}}}\right)\approx 39.2^{o}}
Per i satelliti a orbita retrograda l'angolo è di 140,8°. 
Fisicamente, l'effetto è relazionato al trasferimento del momento angolare; la quantità conservata è effettivamente il normale componente del momento angolare (vedi anche legge di conservazione del momento angolare, Integrale di Jacobi e Parametro di Tisserand).

## Conseguenze
Il meccanismo di Kozai causa una librazione dell'argomento del pericentro attorno ai 90° circa o ai 270° circa, ovvero il suo periapside è verificato quando il corpo è al punto più distante dal piano equatoriale. Questo effetto spiega in parte perché Plutone è dinamicamente protetto da vicini approcci con Nettuno.
La risonanza di Kozai pone restrizioni alle orbite possibili all'interno di un sistema, per esempio:
- per un satellite regolare: se il piano orbitale del satellite di un pianeta è molto inclinato rispetto al piano orbitale del pianeta, l'eccentricità del satellite aumenterà finché, al massimo avvicinamento, il satellite sarà distrutto dalle forze mareali;
- per un satellite irregolare: l'aumentare dell'eccentricità porterà ad una collisione con un satellite regolare, il pianeta, o, in alternativa, l'aumentare dell'apocentro potrà spingere il satellite fuori dalla sfera di Hill e conseguente espulsione del satellite dall'orbita.